# Hautemorges
Hautemorges ist eine politische Gemeinde des Bezirks Morges des Kantons Waadt in der Schweiz.

## Geschichte
Auf den 1. Juli 2021 fusionierten die ehemaligen politischen Gemeinden Apples, Bussy-Chardonney, Cottens, Pampigny, Reverolle und Sévery zur neuen politischen Gemeinde Hautemorges.